# نادر رحمتی
نادر رحمتی (زادهٔ ۲۹ فروردین ۱۳۴۵) کشتی‌گیر آزادکار پیشین ایرانی است که در بازی‌های آسیایی ۱۹۹۴ برندهٔ مدال طلا و در مسابقات قهرمانی کشتی آسیا ۱۹۸۸ برنده مدال برنز وزن ۴۸ کیلوگرم شد. رحمتی در المپیک ۱۹۹۲ بارسلونا شرکت کرد و نفر یازدهم شد. وی سابقه مربیگری تیم ملی کشتی آزاد نوجوانان را در کارنامه دارد.